# Alexander Ross
Pour les articles homonymes, voir Ross.
Alexander Ross est un écrivain, explorateur et commerçant de fourrures canadien, né le 9 mai 1783 dans le comté de Morayshire (Écosse) et mort le 13 octobre 1856 à Old Kildonan (en) (Manitoba).

## Biographie
Né en Écosse, Alexander Ross se rend en 1805 dans le Haut-Canada (actuellement l’Ontario).
En 1811, alors qu'il travaille pour la Pacific Fur Company, une compagnie de traite de fourrures appartenant à John Jacob Astor, Ross participe à la création de Fort Astoria, un avant-poste utilisé pour le commerce des fourrures et situé à l'embouchure du fleuve Columbia. Il rejoint la Compagnie du Nord-Ouest en 1813 lorsque celle-ci rachète le fort et le nomme Fort George.
En 1814, Alexander Ross et trois Amérindiens traversent le massif des North Cascades en vue de l'explorer. Les écrits de Ross sont peu précis mais il semblerait qu'il soit passé par le col Cascade.
En 1818, Ross s'engage en tant qu'écrivain pour une expédition d'exploration de sa compagnie et qui se rend dans la région du Teton Range dans le Wyoming. Lui et le trappeur Daniel Potts aperçoivent une partie des richesses thermales et géologiques du parc national de Yellowstone. Il écrira ainsi :«...des fontaines bouillonnantes de températures diverses sont présentes en nombre; une ou deux étaient chaudes assez pour bouillir de la viande." ». Il décrira également la zone basse du fleuve Columbia dans ce qui était alors le Columbia District: «Les rives du fleuve sont basses et sont longées à distance par une chaîne de terres assez élevées de chaque côté, entrecoupés ici et là par des zones couvertes de chênes, de pins et d'autres arbres. Entre ces hautes terres se trouve ce que l'on nomme «vallée de la Wallamitte», fréquentée par des troupeaux de cerfs et de wapitis… En remontant la rivière, la région devient plus agréable et le premier obstacle rencontré est à plus de 60 km par rapport à l'embouchure. Là, la navigation est interrompue par une barrière de rochers d'un bout à l'autre du cours d'eau en formant une sorte de fer à cheval irrégulier, au-dessus duquel une cascade se forme en se précipitant sur près d'une dizaine de mètres, cette barrière est dénommée Willamette Falls.»
En juillet 1818, le Fort Nez-Percés est établi sur la rive orientale du fleuve Columbia par la Compagnie du Nord-Ouest sous la direction de Donald Mackenzie et d'Alexander Ross. Le fort est situé non loin de la confluence du fleuve avec les rivières Walla Walla et Snake. À partir de 1821 et durant quatre années, il continue à travailler pour la Compagnie de la Baie d'Hudson qui vient juste de fusionner avec son ancienne compagnie. Il partira ensuite dans le Manitoba où il sera shériff et membre du conseil de la localité de Red River Settlement.